# Менигони (Фрозиноне)
Менигони је насеље у Италији у округу Фрозиноне, региону Лацио.
Према процени из 2011. у насељу је живело 252 становника. Насеље се налази на надморској висини од 352 м.